# Columna cortical

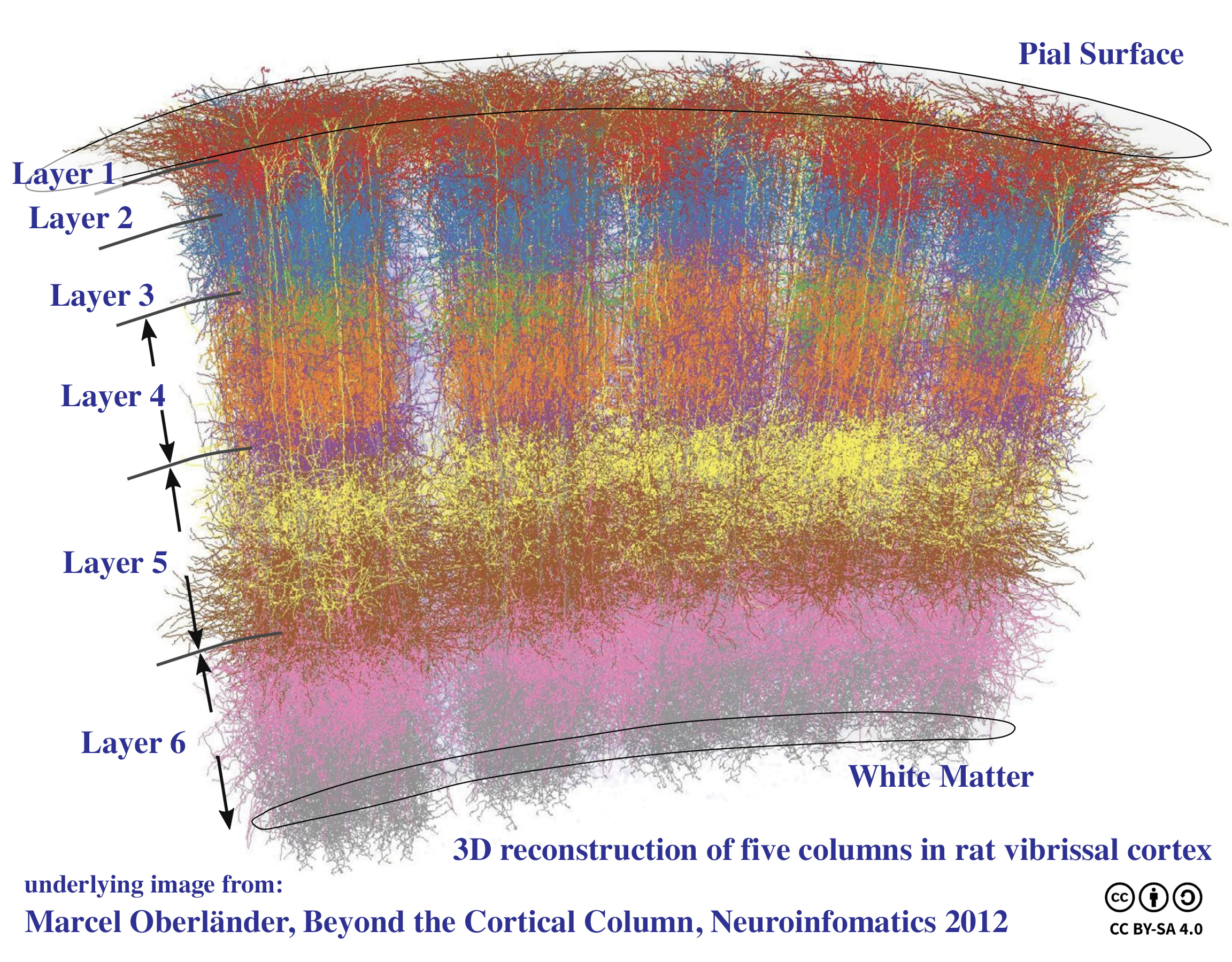
Reconstrucció 3D de cinc columnes corticals a l'escorça vibrissal de rata

Una columna cortical és un grup de neurones que formen una estructura cilíndrica a través de l'escorça cerebral del cervell perpendicular a la superfície cortical. L'estructura va ser identificada per primera vegada per Vernon Benjamin Mountcastle el 1957. Més tard va identificar les minicolumnes com les unitats bàsiques del neocòrtex que estaven disposades en columnes. Cadascun conté els mateixos tipus de neurones, connectivitat i propietats d'activació. Les columnes també s'anomenen hipercolumna, macrocolumna, columna funcional o de vegades mòdul cortical. Les neurones dins d'una minicolumna (microcolumna) codifiquen característiques similars, mentre que una hipercolumna "denota una unitat que conté un conjunt complet de valors per a qualsevol conjunt determinat de paràmetres de camp receptiu". Un mòdul cortical es defineix com a sinònim d'una hipercolumna (Mountcastle) o com un bloc de teixit de múltiples hipercolumnes superposades.
Es proposa que les columnes corticals siguin els microcircuits canònics per a la codificació predictiva, en els quals el procés de cognició s'implementa mitjançant una jerarquia de microcircuits idèntics. El benefici evolutiu d'aquesta duplicació va permetre que el neocòrtex humà augmentés de mida gairebé 3 vegades durant només els últims 3 milions d'anys.
La hipòtesi columnar afirma que l'escorça està composta per columnes de neurones discretes i modulars, caracteritzades per un perfil de connectivitat consistent. La hipòtesi de l'organització columnar és actualment la més àmpliament adoptada per explicar el processament cortical de la informació.

## Escorça cerebral dels mamífers
L'escorça cerebral dels mamífers, la substància grisa que encapsula la substància blanca, està formada per capes. L'escorça humana està entre 2 i 3 mm de gruix. El nombre de capes és el mateix en la majoria de mamífers, però varia al llarg de l'escorça. Es poden reconèixer 6 capes al neocòrtex, encara que moltes regions no tenen una o més capes. Per exemple, hi ha menys capes presents a l'arxipal·li i al paleopal·li.

### Organització funcional columnar
L'organització funcional columnar, tal com la va emmarcar originalment Vernon Mountcastle, suggereix que les neurones que són horitzontalment més de 0,5 mm (500 μm) entre si no tenen camps receptius sensorials superposats, i altres experiments donen resultats similars: 200–800 μm. Diverses estimacions suggereixen que hi ha entre 50 i 100 minicolumnes corticals en una hipercolumna, cadascuna amb unes 80 neurones. El seu paper s'entén millor com a "unitats funcionals de processament de la informació".
Una distinció important és que l'organització columnar és funcional per definició i reflecteix la connectivitat local de l'escorça cerebral. Les connexions "amunt" i "avall" dins del gruix de l'escorça són molt més denses que les connexions que s'estenen d'un costat a l'altre.

## Estudis de Hubel i Wiesel
David Hubel i Torsten Wiesel van seguir els descobriments de Mountcastle a l'escorça sensorial somàtica amb els seus propis estudis sobre la visió. Una part dels descobriments que els van fer guanyar el Premi Nobel de 1981 va ser que també hi havia columnes corticals en visió, i que les columnes veïnes també estaven relacionades en funció quant a l'orientació de les línies que evocaven la descàrrega màxima. Hubel i Wiesel van seguir els seus propis estudis amb treballs que demostraven l'impacte dels canvis ambientals en l'organització cortical, i la suma total d'aquests treballs va donar lloc al seu Premi Nobel.

## Nombre de columnes corticals
David Hubel i Torsten Wiesel van seguir els descobriments de Mountcastle a l'escorça sensorial somàtica amb els seus propis estudis sobre la visió. Una part dels descobriments que els van fer guanyar el Premi Nobel de 1981 va ser que també hi havia columnes corticals en visió, i que les columnes veïnes també estaven relacionades en funció quant a l'orientació de les línies que evocaven la descàrrega màxima. Hubel i Wiesel van seguir els seus propis estudis amb treballs que demostraven l'impacte dels canvis ambientals en l'organització cortical, i la suma total d'aquests treballs va donar lloc al seu Premi Nobel.
Hi ha uns 200 milions (2×108) de minicolumnes corticals al neocòrtex humà amb fins a unes 110 neurones cadascuna, i amb estimacions de 21–26 mil milions (2.1×1010–2.6×1010) de neurones al neocòrtex. Amb 50 a 100 minicolumnes corticals per columna cortical, un ésser humà tindria 2–4 milions (2×106–4×106) de columnes corticals. Pot haver-hi més si les columnes es poden solapar, tal com suggereixen Tsunoda et al. Jeff Hawkins afirma que només hi ha 150.000 columnes al neocòrtex humà, basant-se en la investigació feta per la seva empresa Numenta.
Hi ha afirmacions que les minicolumnes poden tenir fins a 400 cèl·lules principals, però no és clar si això inclou cèl·lules de la glia.
Alguns contradiuen les estimacions anteriors, al·legant que la investigació original és massa arbitrària. Els autors proposen un neocòrtex uniforme i trien una amplada i una longitud fixes per calcular el nombre de cèl·lules. Investigacions posteriors van assenyalar que el neocòrtex no és de fet uniforme per a altres espècies, i estudiant nou espècies de primats van trobar que "el nombre de neurones per sota d'1 mm2 de la superfície cortical cerebral... varia tres vegades entre les espècies". El neocòrtex no és uniforme entre les espècies. El nombre real de neurones dins d'una sola columna és variable i depèn de les àrees cerebrals i, per tant, de la funció de la columna.